# Horornis flavolivaceus
Horornis flavolivaceus е вид птица от семейство Cettiidae.

## Разпространение
Видът е разпространен в Бутан, Виетнам, Индия, Китай, Лаос, Мианмар, Непал и Тайланд.